# Российский союз спортсменов
Российский союз спортсменов (РСС) — всероссийская общественная организация, основанная в 1992 году. В её состав входят почти призёры и чемпионы Олимпийских игр. Штаб-квартира находится в Москве.
Организация создана для реализации благотворительных инициатив, поддержки граждан и организаций в сфере физической культуры и спорта, а также для защиты прав и интересов спортсменов, тренеров и судей.
Для достижения своих целей союз активно взаимодействует с международными и российскими спортивными, гуманитарными, творческими и благотворительными организациями, зарубежными общественными деятелями, а также с Министерством спорта РФ, Олимпийским комитетом России, всероссийскими спортивными федерациями и физкультурно-спортивными объединениями.
С 1992 по 2022 год организацию возглавляла олимпийская чемпионка по фехтованию Галина Горохова. С 2022 года президентом союза является олимпийский чемпион по вольной борьбе и советник Президента Олимпийского комитета России Давид Мусульбес.
Почётным президентом Российского союза спортсменов является Галина Горохова; первый вице-президент — Анна Алешина; вице-президентами выступают Татьяна Логунова, Александр Елизаров и Людмила Титова.
Высшим руководящим органом Российского союза спортсменов является Всероссийская конференция. Коллегиальными органами управления выступают Центральное правление, его Бюро и Секретариат, а также Центральная контрольно-ревизионная комиссия.
После визита президента Международного олимпийского комитета Хуана Антонио Самаранча в Москву, он в 1994 году на Конгрессе в Париже выступил с инициативой создать Всемирную ассоциацию олимпийцев по примеру Российского союза спортсменов, основанного двумя годами ранее.
Двадцатилетие союза отмечалось в культурно-развлекательный центр «Арбат» в Москве, а тридцатилетие — во Дворце гимнастики Ирины Винер.